# MRHC
MRHC (Maasstad-Rotterdam Hockey Combinatie) is een voormalige Nederlandse hockeyclub uit Rotterdam. De club ging in 1973 samen met twee andere Rotterdamse hockeyclubs op in HC Rotterdam. 
Op 16 september 1925 werd door enkele vrienden hockeyclub De Vierde opgericht. De naam ontleend zich aan het feit dat bijna alle leden op de 4de H.B.S. zaten aan de Bergsingel in Rotterdam. Er werd eerst gespeeld op het Schuttersveld in Crooswijk, alwaar vervolgens op Woudestein gespeeld kon worden. Om de banden met de school te laten vervagen, werd de naam na zo'n 8 jaar vervangen door Hockey Club Maasstad. In deze tijd lieten veel van origine school-sportverenigingen hun naam veranderen om meer opener te zijn. Een voorbeeld was het Haagse HHIJC (voorloper van Klein Zwitserland). H.C.M. kreeg toen een veld toegewezen van de gemeente nabij Vliegveld Waalhaven op de andere maasoever. Daarna werd er nog even gespeeld aan de Abraham van Stolkweg waar tegenwoordig SC Neptunus is gehuisvest en de laatste verhuizing ging naar Laag Zestienhoven. In 1942 fuseerde de club met MHC Rotterdam die in 1937 was voortgekomen uit AMVJ, tot de Maasstad-Rotterdam Hockey Combinatie. In de jaren 60 zou de club in ledenaantal na Victoria de tweede club van Rotterdam zijn.
Meer uit kostenbesparing dan uit bundeling van de krachten fuseerde de club voor aanvang van het seizoen in 1973 met de Rotterdamsche Bonds Club en HC Hillegersberg tot HC Rotterdam. De club bleef echter wel spelen op sportcomplex Laag Zestienhoven tot de verhuizing van HCR in 2001. HCR zou de oprichtingsdatum van wat ooit de Rotterdamsche H.B.S. Sportclub De Vierde was blijven aanhouden.
Huidig: Delfshaven · Feijenoord · Leonidas · Ommoord · Rotterdam · Tempo '34 · Victoria
Voormalig: Aeolus · HC Hillegersberg · RBC · MRHC